# 丘托韋區

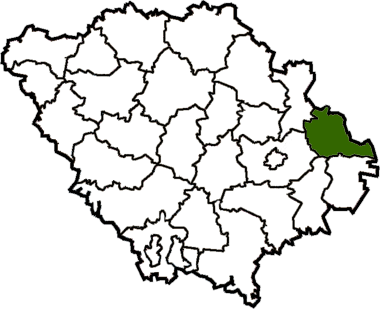

丘托韋區（烏克蘭語：Чутівський район）是位於烏克蘭中部波爾塔瓦州的舊區，首府設於丘托韋，並於2020年被撤銷。該區面積861平方公里，2015年人口23,274，人口密度每平方公里27.03人。